# Мелкумов, Левон Николаевич
Лево́н Никола́евич Мелку́мов (18 января 1924 — 17 декабря 2006) — советский хозяйственный, государственный и политический деятель.

## Биография
Родился в 1924 году в Самарканде. Член КПСС с 1944 года.
На военной службе в Южно-Уральском военном округе во время Великой Отечественной войны. С 1946 года — на хозяйственной, общественной и политической работе. В 1946—1991 гг. — неосвобожденный секретарь комитета комсомола института, секретарь Самаркандского обкома ЛКСМ Узбекистана по кадрам, начальник различных отделений 2-го отдела МГБ – КГБ при СМ Узбекской ССР, заместитель начальника УКГБ при СМ Узбекской ССР по Самаркандской области, заместитель начальника, начальник 2-го Управления КГБ при СМ Узбекской ССР, заместитель, 1-й заместитель председателя, председатель КГБ при СМ Узбекской ССР, советник при председателе Госкомитета СССР по гидрометеорологии и контролю природной среды.
Избирался депутатом Верховного Совета СССР 10-го созыва.
Жил в Москве. Умер 17 декабря 2006 года.